# 雷神星螺

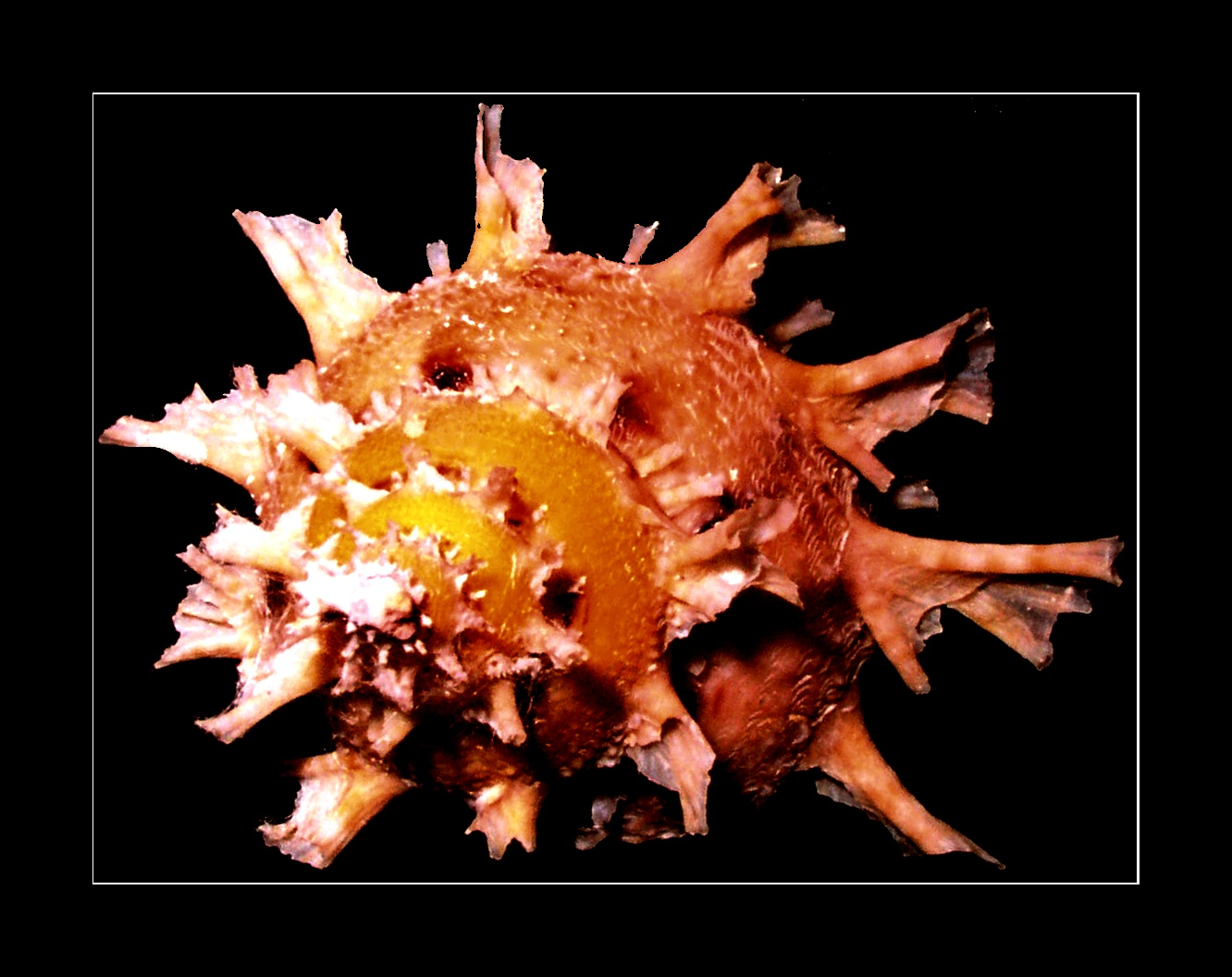
Dorsal view of shell of Bolma gyrgillus

雷神星螺（学名：Bolma girgyllus）是一個海螺的物種，屬於蝾螺科擬星螺屬的一種腹足綱軟體動物。

## 分佈
主要分布于台湾及印度尼西亚。
常栖息在深海。